# Astolf
Astolf är en litterär figur i Atterboms sagospel Lycksalighetens ö från 1824. Astolf är kung i hyperboréernas land.
–